# Chrysomopsis ignorabilis
Chrysomopsis ignorabilis är en tvåvingeart som först beskrevs av Zimin 1958.  Chrysomopsis ignorabilis ingår i släktet Chrysomopsis och familjen parasitflugor. Inga underarter finns listade i Catalogue of Life.